# Gavdopoula
Gavdopoula (En griego: Γαυδοπούλα) es una isleta al noroeste de la isla de Gavdos.Se encuentra al sur de Creta y pertenece a la unidad periférica de La Canea. Es una de las únicas nueve únicas islas del mar de Libia. Excluyendo a los guardas de la isla, carece de sin población permanente.

## Geografía
En el sureste se encuentra su punto más bajo. En la cara sureste, se erige un gran acantilado de 28 metros que ocupa toda la zona; lo mismo ocurre en la cara sur, con elevaciones de hasta 40 metros. El interior lo constituye una cadena montañosa de cuatro montañas de 79, 89, 97 y 103 metros respectivamente. Una piedra rectangular indica la ubicación del punto más elevado de la isla.

## Protección del gobierno griego
Gavdopoula goza de la protección del gobierno griego al constituir un importante sitio migratorio de aves de todo el Mediterráneo.
- Datos: Q1170178
- Multimedia: Gavdopoula / Q1170178